# Bart De Clercq
Bart De Clercq (Zottegem, Flandes Oriental, Flandes, 26 d'agost de 1986) és un ciclista belga, professional des del 2011. Actualment corre a l'equip Lotto Soudal.
En el seu palmarès destaca la victòria d'etapa aconseguida en la setena etapa del Giro d'Itàlia de 2011, amb final a Montevergine di Mercogliano.
És parella de la també ciclista Sofie De Vuyst.

## Palmarès
- 2009
  - Vencedor d'una etapa del Tour de Namur
- 2010
  - 1r al Tour del Mosel·la
- 2011
  - Vencedor d'una etapa al Giro d'Itàlia
- 2015
  - Vencedor d'una etapa a la Volta a Polònia

### Resultats al Giro d'Itàlia
- 2011. 27è de la classificació general. Vencedor d'una etapa
- 2012. 40è de la classificació general
- 2017. Abandona (15a etapa)

### Resultats a la Volta a Espanya
- 2012. 17è de la classificació general
- 2013. Abandona (10a etapa)
- 2014. 34è de la classificació general
- 2015. 14è de la classificació general
- 2016. 53è de la classificació general
- 2017. 40è de la classificació general

### Resultats al Tour de França
- 2013. 38è de la classificació general
- 2014. Abandona (8a etapa)